# Piper Perabo
Piper Lisa Perabo (født 31. oktober 1976) er en amerikansk filmskuespiller.

## Biografi

### Opvækst
Perabo blev født i Dallas, Texas og voksede op i Toms River, New Jersey, som datter af Mary Charlotte, psykoterapeut, og George William Perabo, lyrikprofessor ved Ocean County College. Hun er af portugisisk og norsk afstamning. Hendes forældre valgte at navngive hende efter skuespilleren Piper Laurie. Hendes to brødre, Noah og Adam, er også skuespillere. I high school medvirkede Perabo i de årlige musicals. Det første år var hun danser i How to Succeed in Business Without Really Trying; det andet år spillede hun Lady Brighton i Me and My Girl; det tredje år spillede hun Kusine Fan i Mame; og fjerde år var hun Katie i Meet Me In St. Louis. Hun var også præsident for National Honor Society og redaktør på skolens magasin, Polaris. I 2007 besøgte hun sin high school for at gense How To Succeed In Business Without Really Trying.
Hun dimitterede fra Toms River High School North og derefter fra Ohio University's Honors Tutorial College i 1998 med en BFA (Bachelor of Fine Arts) i teater. Efter sin dimission begyndte Perabo at studere skuespil ved LaMama Theater i New York og havde to små roller i to skuespil. Hun var servitrice i New York City i en spirende restaurant lige inden hun blev opdaget. Perabo elsker klassisk musik, litteratur og at fiske. Perabo er nære venner med skuespilleren Lena Headey, hendes med-skuespiller i The Cave og Imagine Me & You.

### Karriere
I 2000 blev Perabo castet til filmen The Adventures of Rocky and Bullwinkle, som hovedpersonen og FBI-agenten Karen Sympathy. Hendes følgende rolle i Coyote Ugly fik mediernes og pressens øjne op for hende. Hun spillede rollen som Violet Sanford aka "Jersey", en ung kvinde, som flytter til New York for at forfølge sin drøm om at blive sangskriver. Hun var nødt til at tage sang-, guitar-, klaver- og bartenderundervisning for at forberede sig til rollen. Trods dårlige anmeldelser fik filmen god box office og Perabo vandt en MTV Movie Award i kategorien "Best Music Moment" med sangen "One Way or Another."
I 2001 medvirkede Perabo i en canadisk selvstændige filmproduktion,  Lost and Delirious, hvor hun spillede en kostskoleelev, som bliver forelsket i en anden kvindelig studerende. Det næste år spillede hun fransk udvekslingsstudent i filmen Slap Her... She's French, som blev vist i Nordamerika i to år og derefter genudgivet under den nye titel She Gets What She Wants. Filmen havde premiere i Europa under dets originale titel. I 2003 spillede hun rollen son det ældste Baker-barn, Nora, i filmen Det Vilde Dusin, som hun genoptog i 2005 efterfølgeren.
Andre nye film inkluderer The i Inside (2003), Perfect Opposites (2004), George and the Dragon (2004), The Cave (2005), Edison (2005), og The Prestige (2006). Hun har også optrådt som en slags læge i House.
I 2008 spillede Perabo også hovedrollen i teaterstykket af Neil LaBute, Reasons to Be Pretty.

### Trivia
- Hun er 1.70 m høj.
- Hun er vegetar.
- Er en af med-ejerne til Employees Only, en restaurant/bar i New York City

## Filmografi
| År   | Titel                                           | Rolle                  | Bemærkninger    |
| ---- | ----------------------------------------------- | ---------------------- | --------------- |
| 1998 | Single Spaced                                   | Giant Squid            |                 |
| 1999 | Knuckleface Jones                               | That Girl              |                 |
| 1999 | Whiteboyz                                       | Sara                   |                 |
| 2000 | The Adventures of Rocky & Bullwinkle            | Karen Sympathy         |                 |
| 2000 | Coyote Ugly                                     | Violet Sanford         |                 |
| 2001 | Lost and Delirious                              | Pauline 'Paulie' Oster |                 |
| 2002 | Slap Her... She's French                        | Genevieve Le Plouff    |                 |
| 2002 | Flowers                                         | Iris                   |                 |
| 2003 | The i Inside                                    | Anna                   |                 |
| 2003 | Det Vilde Dusin (eng: Cheaper by the Dozen)     | Nora Baker             |                 |
| 2004 | Perfect Opposites                               | Julia Bishop           |                 |
| 2004 | George and the Dragon                           | Prinsesse Luma         |                 |
| 2005 | Perception                                      | Jen                    |                 |
| 2005 | The Cave                                        | Charlie                |                 |
| 2005 | Edison                                          | Willow Summerfield     |                 |
| 2005 | Good Morning Baby                               | Gabriella              |                 |
| 2005 | Det vilde dusin 2 (eng: Cheaper by the Dozen 2) | Nora Baker-McNulty     |                 |
| 2006 | 10th & Wolf                                     | Brandy                 |                 |
| 2006 | Imagine Me & You                                | Rachel                 |                 |
| 2006 | The Prestige                                    | Julia McCullough       |                 |
| 2006 | First Snow                                      | Deirdre                |                 |
| 2006 | Karas: The Prophecy                             | Yurine                 | Voice           |
| 2007 | Because I Said So                               | Mae Wilder             |                 |
| 2007 | In Vivid Detail                                 | Leslie                 |                 |
| 2007 | Carriers                                        | Bobby                  | Post-Production |
| 2008 | The Heaven Project                              |                        | completed       |
| 2008 | Ashes                                           | Bettina                | post-production |
| 2008 | South of the Border                             | London                 | post-production |

## Priser og nomineringer
Blockbuster Entertainment Awards
- 2001: Nomineret til "Blockbuster Entertainment Award Favorite Female – Newcomer" (Coyote Ugly)

MTV Movie Awards
- 2001: Vandt "MTV Movie Award Best Music Moment" for "One Way Or Another" (Coyote Ugly)
- 2001: Nomineret til "MTV Movie Award Breakthrough Female Performance" (Coyote Ugly)

Teen Choice Awards
- 2004: Nomineret til "Teen Choice Award Choice Movie Liplock" (Det Vilde Dusin) (Delte den med Ashton Kutcher)

Young Artist Awards
- 2006: Nomineret til "Young Artist Award Best Performance in a Feature Film – Young Ensemble Cast" (Det vilde dusin 2)  (Delte den med Brent Kinsman, Shane Kinsman, Forrest Landis, Liliana Mumy, Kevin Schmidt, Jacob Smith, Alyson Stoner, Blake Woodruff og Morgan York)